# 1171 w polityce
Wydarzenia polityczne w 1171 roku.

## Wydarzenia
- 12 marca - antywenecka akcja cesarza wschodniorzymskiego Manuela I - Wenecjanie przebywający na terytorium Bizancjum zostają aresztowani, a należące do nich mienie skonfiskowane[1]

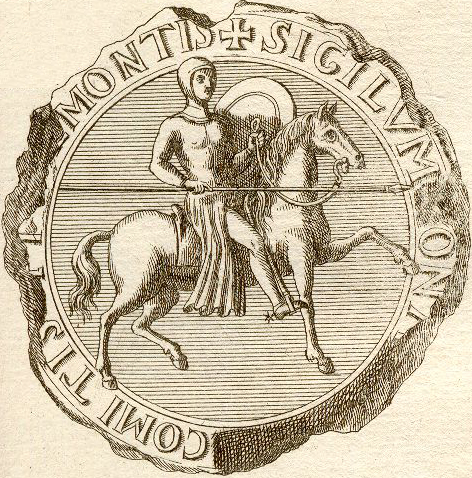
Conan IV Młodszy

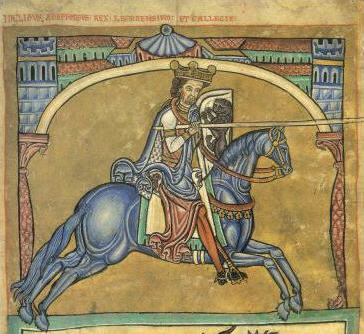
Alfons IX

- Saladyn obalił kalifat Fatymidów[2][3][4].

## Urodzili się
- 15 sierpnia Alfons IX, król Leónu[5].

## Zmarli
- 20 lutego Conan IV Młodszy, książę Bretanii[6].